# Тихонов, Игорь Николаевич
Иго́рь Никола́евич Ти́хонов (13 декабря 1969, Иваново, РСФСР, СССР) — советский и российский футболист, ныне тренер «Текстильщика» Иваново.

## Биография
Футболом начал заниматься с 7 лет в секции на ивановском стадионе «Меланжист». Первый тренер — Сергей Демидович Филиппов. Вскоре Тихонов перешёл в первый городской спецкласс по футболу к тренеру Валерию Горнушкину. В 1987 году — в составе «Текстильщика». Дебютировал за клуб в финальном турнире чемпионата РСФСР в Краснодаре. Впервые нападающий вышел на поле в поединке против «Кубани». На 80-й минуте он заменил Виктора Иванова. На том первенстве «Текстильщик» стал бронзовым призёром[уточнить]. Сыграл в двух матчах во второй лиге.
В следующем году Тихонова забрали в армию. Два года Тихонов служил в ГДР и играл за команду Первой танковой армии. В ней он действовал вместе с известным защитником ЦСКА Юрием Аджемом. Тренером той команды был Анатолий Коробочка. Также в Германии нападающий успел пересечься с Вячеславом Чановым и Валерием Петраковым.
В 1990 году вернулся в «Текстильщик», выступавший во второй низшей лиге. Поначалу Тихонов хотел закончить с футболом, так как чувствовал обиду на ивановский клуб за то, ему не удалось дать ему отсрочку от армии. Но благодаря уговорам его детского тренера Валерия Тихонова, нападающий вернулся в команду. В своем первом сезоне он забил первый гол за команду. В 1992—1993 годах играл за команду в зональном турнире первой лиги. В 1994 году «Текстильщик» играл во второй лиге, а Тихонов забил за сезон 29 голов (рекорд результативности игрока «Текстильщика» за один сезон). В 1995 году интерес к форварду проявлял волгоградский «Ротор». Тренеры-селекционеры команды приехали в Иваново на игру «Текстильщика» с «Ностой». Уже на 2-й минтуе матча Тихонов получил серьезную травму и покинул поле на карете «Скорой помощи». В это время его напарник по нападению Александр Зернов сделал хет-трик. В итоге в «Ротор» отправился именно он, а не Тихонов.
В 1996 году Тихонов ушёл в клуб Высшей лиги «КАМАЗ-Чаллы». За него он играл с середины 1996 по середину 1997 В своем дебютном сезоне Тихонов провёл одну игру в розыгрыше Кубка Интертото против французского «Генгама». По признанию самого Тихонова, для успешной игры в Высшей Лиге ему не хватало скоростных данных. Поэтому в «КАМАЗе» его использовали только на позиции крайнего защитника.
Летом 1997 года Игорь Тихонов перешёл в «Рубин» по приглашению тренера Игоря Волчка. По признанию игрока, это был самый успешный период в его карьере. В команде он воссоединился со своими партнерами по «Текстильщику» Андреем Минвалиевым и Алексеем Филипповым. Нападающий помог «Рубину» выйти в Первый дивизион. В 19 матчах он забил 9 мячей. Однако уже в следующем сезоне после ухода со своего поста Волчка, Тихонов перестал попадать в стартовый состав. Пришедший в середине сезона Александр Ирхин не видел форварда в своей команде. В итоге Тихонов вынужден был покинуть «Рубин».
Следующий сезон футболист начал в «Автомобилисте», который тогда возглавил Игорь Волчок. Тихонов помог команде занять первое место в западной зоне Второго дивизиона. В переходных матчах «Автомобилист» встречался со «Спартаком-Чукоткой». В двухматчевом поединке ногинцы уступили 1:1, 1:4. По окончании сезона Тихонов покинул клуб.
В начале 2000 года Игорь Тихонов должен был перейти в хорватский «Задар». Нападающий некоторое время находился на просмотре и за это время успел даже выучить хорватский язык. Однако из-за разногласий с руководством клуба его переход в хорватскую команду сорвался.
Приехав в Иваново, нападающий сыграл на ежегодном мемориале Олега Крушина, на котором он сломал ногу. В итоге, Тихонов был вынужден провести сезон в КФК «Торпедо» Владимир. Туда его пригласил его знакомый тренер Юрий Пьянов. По окончании первенства «трактористы» смогли пробиться в профессиональный футбол.
В 2002 году Игорь Тихонов вместе со своими старыми партнёрами вернулся в родной «Текстильщик», с которым тогда работал Михаил Потапов. Тогдашний глава мэр города Александр Грошев поставил перед клубом задачу возвращения в профессиональный футбол. Нападающий помог клубу выполнить эту цель. На более высоком уровне у Тихонова, как и у всей команды, дела не задались. Сказывались слабое финансирование и возраст. Лишь в последний момент «Текстильщику» удалось сохранить своё место во Втором дивизионе. В следующем сезоне клуб объединился с шуйским «Спартаком-Телекомом» в областной футбольный клуб «Текстильщик-Телеком». Возглавил объединенную команду наставник шуян Александр Саитов. По словам Тихонова, он пропагандировал свой футбол, который отличался от атакующей манеры игры «Текстильщика» 1990-х. Поэтому нападающий крайне мало получал своё время на футбольном поле. В итоге, ему так и не удалось забить свой 100-й гол за команду в первенствах страны. По окончании сезона он завершил свою профессиональную карьеру.
В течение двух следующих сезонов Игорь Тихонов выступал в ЛФЛ. Вначале он был играющим тренером команды «Текстильщик-Телеком-2». В 2006 году играл за «Вичугу» из одноимённого города, вместе с ней дошёл до финала Кубка МФФ «Золотое Кольцо».
В 2009 году из-за дефицита игроков Тихонов вынужден был стать играющим тренером Текстильщика и в первой же своей игре 12 октября против «Спортакадемклуба», выйдя на замену, забил победный гол, который стал для него 100 мячом, забитым за «Текстильщик» на профессиональном уровне. До окончания сезона форвард провёл ещё три игры и официально простился с болельщиками в последнем домашнем матче сезона против московского «Торпедо-ЗИЛ».

## Карьера тренера
В тренерский штаб «Текстильщика» входит с 2008 года. Перед сезоном-2010 получил тренерскую лицензию «С» и занял пост тренера команды, а с середины сезона, после отставки Владимира Зиновьева, Тихонов стал старшим тренером «Текстильщика». В 2014 году сдал экзамены на тренерскую категорию «В». Несколько раз Тихонов исполнял обязанности главного тренера после ухода из команды наставников. В 2019 года, после выхода красно-черных в ФНЛ, он перешел на работу с их молодежным составом. 1 декабря 2023 года после назначения тренера «Текстильщика» Александра Гущина на должность генерального директора клуба, Тихонов вернулся в штаб основной команды.

## Семья
Женат. Со своей супругой Олесей Игорь Тихонов познакомился в Казани. Сейчас она работает в ивановской областной федерации футбола. Есть дочь Полина..

## Достижения
- Полуфиналист кубка Интертото: 1996
- Бронзовый призёр чемпионата РСФСР: 1987
- Победитель Второго дивизиона: 1997 (зона «Центр»), 1999 (зона «Запад»)
- Победитель первенства МФФ «Золотое Кольцо»: 2000
- Обладатель кубка МФФ «Золотое Кольцо»: 2000, 2002
- Финалист кубка МФФ «Золотое Кольцо»: 2006